# Fondiaria-Sai
Fondiaria-Sai S.p.A. era una compañía de servicios financieros
italiana con base en Turín, fundada por la fusión de la Società Assicuratrice Industriale y La Fondiaria Assicurazioni en 2002. La compañía era particularmente activa en el sector asegurador, donde opera seguros de vida, de vivienda, a tercero, y marítimos. La compañía era listada en la bolsa italiana.
Fondaria-Sai en 2007 adquirió el 100% de participación de la compañía aseguradora serbia DDOR Novi Sad.